# Medalla Hans Stille
La Medalla Hans Stille es un premio que se otorga anualmente por contribuciones en el campo de la geología o de las ciencias de la Tierra. La entrega la Deutsche Gesellschaft für Geowissenschaften. Se creó en el año 1948 en honor al geólogo Hans Stille, fundador del Geotektonisches Institut de Berlín, institución que dirigió entre 1950 y 1957. En el año 1948 se entregó a siete científicos, todos ellos de Alemania Occidental.

## Galardonados
- 1948: Karl Erich Andrée, Erich Bederke, Roland Brinkmann, Hermann Reich, Karl-Hermann Scheumann, Johannes Wanner, Paul Woldstedt
- 1949: sin premiados
- 1950: Adolf Wurm
- 1951: Rudolf Richter
- 1952: Alfred Bentz
- 1953: Otto Erdmannsdörffer
- 1954: Hermann Schmidt
- 1955: Franz Lotze
- 1956: sin premiados
- 1957: Wilhelm Otto Dietrich
- 1958: Wilhelm Kegel
- 1959: Ernst Kraus
- 1960: Ehrhard Voigt
- 1961: Rolf B. Behrmann
- 1962: Hans-Joachim Martini
- 1963: Carl Wilhelm Correns
- 1964: Karl Krejci-Graf
- 1965: Hans-Rudolf von Gaertner
- 1966: Georg Knetsch
- 1967: Karl Richard Mehnert, Max Richter
- 1968: Gerhard Richter-Bernburg
- 1969: Marlies Teichmüller, Rolf Teichmüller
- 1970: sin premiados
- 1971: Andreas Pilger
- 1972: Herbert Karrenberg
- 1973: Hans Closs, Wolf von Engelhardt
- 1974: Max Pfannenstiel
- 1975: Henno Martin
- 1976: Wolfgang Schott
- 1977: Helmut G. F. Winkler
- 1978: Julius Hesemann
- 1979: Paul Schmidt-Thomé
- 1980: sin premiados
- 1981: Henning Illies
- 1982: Martin Schwarzbach
- 1983: Walter Carlé
- 1984: Hans Füchtbauer
- 1985: Erik Flügel
- 1986: Eugen Seibold
- 1987: Walter Kertz
- 1988: Paul Wurster
- 1989: Eberhard Plein
- 1990: Georg Matthess
- 1991: Gerhard Einsele
- 1992: Hermann Jaeger
- 1993: Eva Paproth
- 1994: Franz Kockel
- 1995: German Müller
- 1996: Roland Walter
- 1997: Max Schwab
- 1998: Egon Althaus
- 1999: Reinhard Pflug
- 2000: Lothar Eissmann
- 2001: Hans-Ulrich Schmincke
- 2002: Hubert Miller
- 2003: Jörn Thiede
- 2004: Karl-Heinrich Heitfeld
- 2005: Dieter K. Fütterer
- 2006: Dierk Henningsen
- 2007: Gerhard Katzung
- 2008: Wolfgang Frisch
- 2009: Horst D. Schulz
- 2010: Georg Kleinschmidt
- 2011: Werner Buggisch
- 2012: Thilo Bechstädt
- 2013: Gerhard H. Bachmann
- 2014: Gerhard Wörner